# Chapter 7: In the Name of Honor
"Capítulo 7: In The Name of Honor" es el séptimo y último episodio de la serie de televisión estadounidense The Book of Boba Fett, que sigue a los cazarrecompensas Boba Fett y Fennec Shand intentando hacerse con el control del imperio criminal de Jabba the Hutt 5 años después de su muerte en El retorno del Jedi (1983). El episodio está ambientado en el universo de Star Wars, compartiendo continuidad con The Mandalorian y otros spin-offs como Ahsoka. Fue escrito por Jon Favreau y dirigido por Robert Rodríguez.
Temuera Morrison, Ming-Na Wen y Pedro Pascal protagonizan el episodio como Boba Fett, Fennec Shand y Din Djarin / The Mandalorian respectivamente. El rodaje comenzó en noviembre de 2020 y concluyó en junio de 2021. "Capítulo 7: In The Name of Honor" se lanzó en Disney+ el 9 de febrero de 2022 con críticas mixtas.

## Trama
En Mos Espa, Las fuerzas de Boba Fett observan los restos del Santuario y anuncian que ya están en guerra; patrullan Mos Espa, y Cad Bane y los Pykes planean luchar contra Fett. En el hangar de Peli Motto, el caza estelar manejado por R2-D2 aterriza y pone a Grogu (que lleva la cota de malla de Din Djarin) bajo su cuidado. 
Bane y sus Pykes se enfrentan a Fett, Fennec Shand y Djarin fuera del Santuario, mientras que las otras familias criminales, habiendo traicionado a Fett, atacan a sus soldados por toda la ciudad. Fett se entera de Bane que en realidad fueron los Pykes quienes mataron a su tribu Tusken e incriminaron a la pandilla Nikto. Después de que Shand ayuda a los cyborgs, Fett y Djarin se esconden esperando los refuerzos de Freetown, pero le ordenan al mayordomo de Shaiz que negocie con los Pykes. Desviando la atención de los Pykes, Fett y el Mandaloriano los atacan, pero pronto son superados en número. Los ciudadanos de Freetown y los cyborgs llegan para salvarlos. Aunque logran hacer retroceder a los Pyke, Dos droides aniquiladores Scorpenek con escudos impermeables a sus armas atacan, derrotando a las fuerzas de Fett. Djarin distrae a los droides y recibe ayuda de Peli Motto, quien le trae a Grogu, reencontrándose, y juntos, con el rencor de Fett destruyen a los droides, antes de que Bane asuste al rencor. Fett pierde un duelo de armas con Bane, pero sobrevive apuñalándolo con su palo gaffi. Grogu pone a dormir al rancor errante, poniendo fin a la batalla. 
En Mos Eisley, Shand mata al jefe Pyke, al alcalde y a los otros tres señores del crimen. Mientras Mos Espa elogia a Fett como su líder y junto con Fennec y sus aliados se preparan para el desafío de gobernar, Djarin y Grogu vuelan en su caza estelar N-1 listos para nuevas aventuras. En una escena de mitad de créditos, Cobb Vanth se cura en el tanque de bacta en el palacio de Fett, mientras el modificador que curó a Fennec se prepara para implementar mejoras cibernéticas.

## Producción

### Desarrollo
El episodio fue dirigido por Robert Rodríguez, quien anteriormente dirigió dos episodios para la serie y da voz a Mok Shaiz. El episodio fue escrito por el showrunner de la serie Jon Favreau. Favreau creía que no era una buena idea separar a Mandalorian y Grogu ya que se sentía incapaz de "pulsar el botón de reinicio completo" ya que ambos personajes no eran buenos el uno sin el otro y decidió mantener la relación central para el personaje en la tercera temporada de la ex serie titular del mismo nombre.

### Casting
Ming-Na Wen y Temuera Morrison protagonizan el episodio como Fennec Shand y Boba Fett, respectivamente. Pedro Pascal también repite su papel como Din Djarin / The Mandalorian. Timothy Olyphant repite su papel de Cobb Vanth, de The Mandalorian.  Otras apariciones especiales incluyen a Grogu, Corey Burton como la voz de Cad Bane, Amy Sedaris como Peli Motto, David Pasquesi como el mayordomo twi'lek de Mok Shaiz y Jennifer Beals como Garsa Fwip. Carey Jones interpreta a Black Krrsantan, un cazarrecompensas wookie que apareció anteriormente en las series de Marvel Comics, Star Wars: Darth Vader y Star Wars: Doctor Aphra. Jordan Bolger y Sophie Thatcher regresan como invitados, como Skad y Drash, respectivamente.

### Música
Joseph Shirley compuso la partitura musical del episodio, mientras que Ludwig Göransson compuso el tema principal de la serie. Las pistas destacadas se lanzaron el 11 de febrero de 2022, en el segundo volumen de la banda sonora de la primera temporada.

## Recepción
En Rotten Tomatoes, el episodio tiene una calificación de aprobación del 55% según las reseñas de 20 críticos, con una calificación promedio de 6.40/10. El consenso de los críticos del sitio web afirma: ""In the Name of Honor "completa la frustrante tendencia de ser menos convincente cuando se enfoca en Boba Fett, pero este tiroteo final hace un trabajo útil al establecer aventuras más interesantes en el universo de Star Wars".
En los 21st Visual Effects Society Awards, el episodio fue nominado a Mejor entorno creado en un episodio, comercial o proyecto en tiempo real.